# Ludovic Dulou
 (février 2019).
Ludovic Dulou, né le 20 mars 1972 à Langon, est un surfeur waterman[Quoi ?] français évoluant sur plusieurs disciplines dans les sports de glisse : le surf à la rame, l'hydrofoil[Quoi ?], la pirogue hawaïenne ou Va'a, le paddleboard traditionnel ou encore le stand up paddle.

## Biographie
Ludovic Dulou est un surfeur professionnel français et plus précisément, waterman. 
Il pratique le sauvetage côtier sportif et le paddleboard traditionnel en plein océan. Il pratique aussi le surf, la chasse sous-marine et le body surf depuis 1994.
Après une enfance dans le sud-gironde (entre Auros et Grignols), il obtient son Brevet d’Etat d’Educateur Sportif des Activités de la Natation (BEESAN) au début des années 1990 et devient maître nageur sauveteur sur les plages girondines et landaises. Il devient éducateur sportif avec plusieurs brevets d'état dans les activités des sports de glisse de l'océan et dans les sports aquatiques.
Il s'installe par la suite dans le sud du Pays basque à Socoa, ou il participe à la création de l’association de sauvetage et de secourisme DZHESS en 2003, et devient cofondateur et président entre 2008 à 2015 du Belharra Watermen Club basé à Saint-Jean-de-Luz[source insuffisante].
À partir de 2005, il devient plusieurs fois champion du monde de prone paddleboard (discipline ou l'on rame allongé et à genoux sur la planche) en remportant la molokai hoe.
Considéré comme le « waterman » européen par l’Hawaïen Laird Hamilton, en 2016, il est notamment cité comme « le » modèle d'autodiscipline, par Jérome Cordoba lors d'une interview sur une radio. Il est vu dans l'émission Thalassa du 22 avril 2016, ainsi que dans l'émission Thalassa du 5 mars 2018 avec un portrait de 20 minutes sur sa pratique de l'hydrofoil sur le mascaret.

## Palmarès
- 2017
  - Wave Rider trophy 2017 par Laird Hamilton lors du Biarritz Maider Arosteguy
  - Vice champion du monde de stand-up paddle[6]
- 2016
  - Vainqueur de la Molokai hoe 40-49 (champion du monde 40-49) à plusieurs reprises avec en 2016 un temps de 5 h 39 sur une planche de 3,60 mètres.
- 2015
  - Champion de France de paddleboard open.[réf. nécessaire][7].
- 2014
  - Vice-champion du monde de paddleboard[8].
  - Multiple champion de France de paddleboard longue distance et meilleur performer européen de 2003 à 2009.
- 2013
  - Vice-champion de France open paddleboard longue distance

- 2010
  - Vainqueur du championnat d'Europe pirogue hawaïenne biplace OC2, Giglio Italie.[réf. nécessaire][9].
- 2009
  - Auteur de la meilleure performance européenne en paddleboard longue distance
- 2008
  - Recordman de la plus longue course du monde de paddleboard : La Gascogne 65 km en 6 h 41
  - Vainqueur de l'Oceanman longue distance de Capbreton[10]
  - Vainqueur Molokai hoe solo 30-39 ans paddleboard (champion du monde 30-39)
  - 4e place solo open paddleboard Molokai hoe (5 h 36)
- 2007
  - Vainqueur l'Oceanman longue distance.
- 2006
  - Vainqueur l'Oceanman longue distance[11].
- 2005
  - Vainqueur Molokai hoe solo 30-39 ans paddleboard (champion du monde 30-39).
- 2003
- Auteur de la meilleure performance européenne en paddleboard longue distance.